# Bermagui
Bermagui es una pequeña localidad en la costa sur de Nueva Gales del Sur, en el condado del Valle de Bega. Se encuentra a orillas del extremo sur de Horseshoe Bay.  El nombre se deriva de la palabra en idioma dyirringanj permageua,  posiblemente significa "canoa con remos".

## Historia

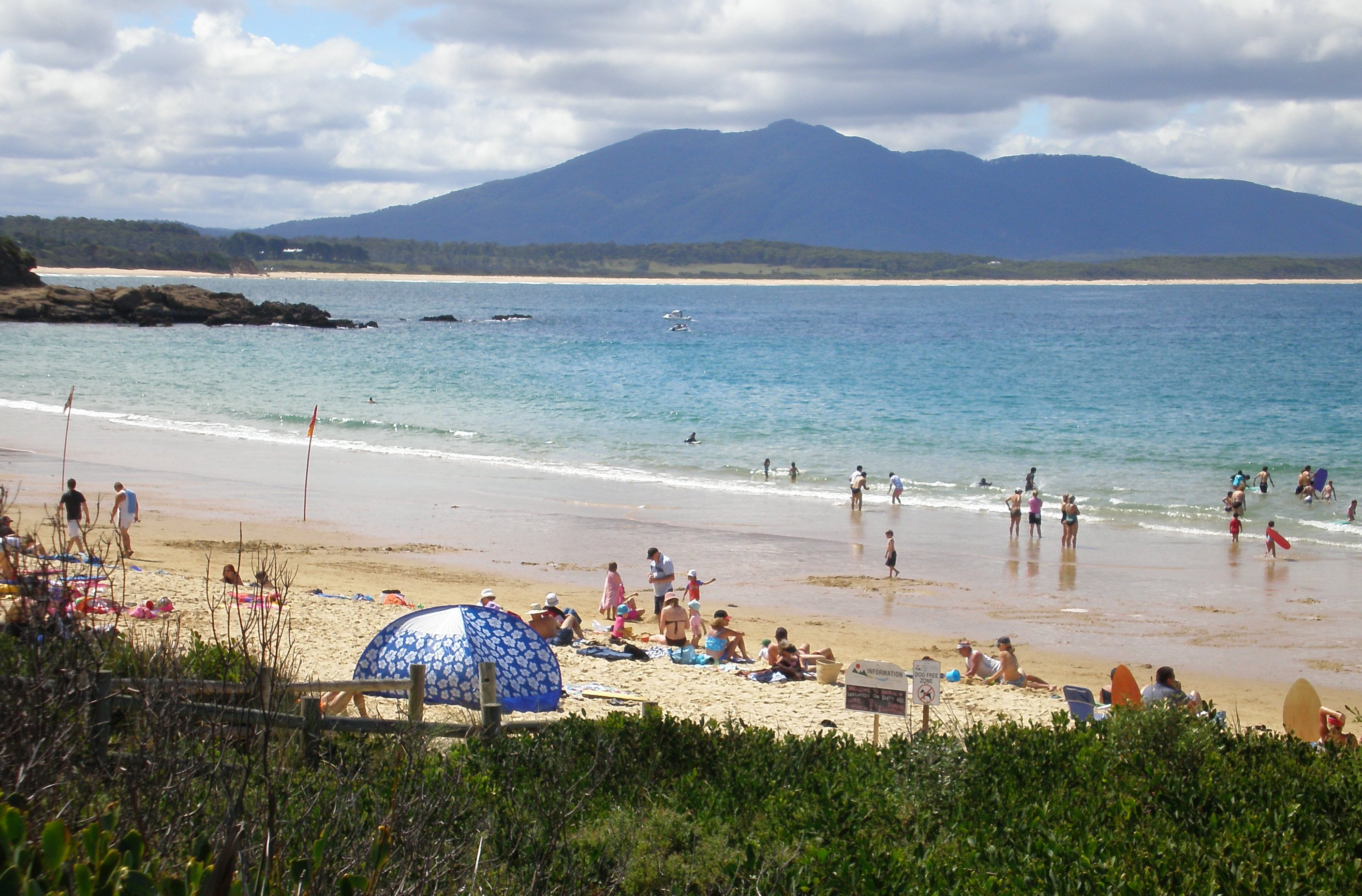
Playa de Bermagui

En 1888 se construyó un muelle en Horseshoe Bay para el comercio costero, que fue gestionado por la compañía Illawarra Steam. En 1880, el geólogo Lamont Young y otros cuatro excursionistas desaparecieron mientras realizaban un viaje en bote desde Bermagui. Su bote fue encontrado cerca Mystery Bay, que se encuentra a unos 15 km al norte de Bermagui, cerca de Tilba. La bahía recibió su nombre debido a la desaparición.
Zane Grey, el conocido pescador, escribió sobre sus experiencias en la ciudad.
En 1943, cerca de sus costas, el submarino japonés I-21 hundió al buque SS Iron Knight. El 4 de junio de 2006 un equipo de buzos confirmó su existencia. 
En 1959 se construyó un puerto pesquero, el primero de una nueva serie por el Departamento de Obras Públicas.

## Población
En 2016, Bermagui tenía 1 536 habitantes, siendo el 77,9% nacidas en Australia y el 89,0% de las personas solo hablaba inglés en casa. Las respuestas más comunes para la religión fueron Ninguna religión 35.2%, Anglicana 22.5% y Católica 15.5%.

## Geografía

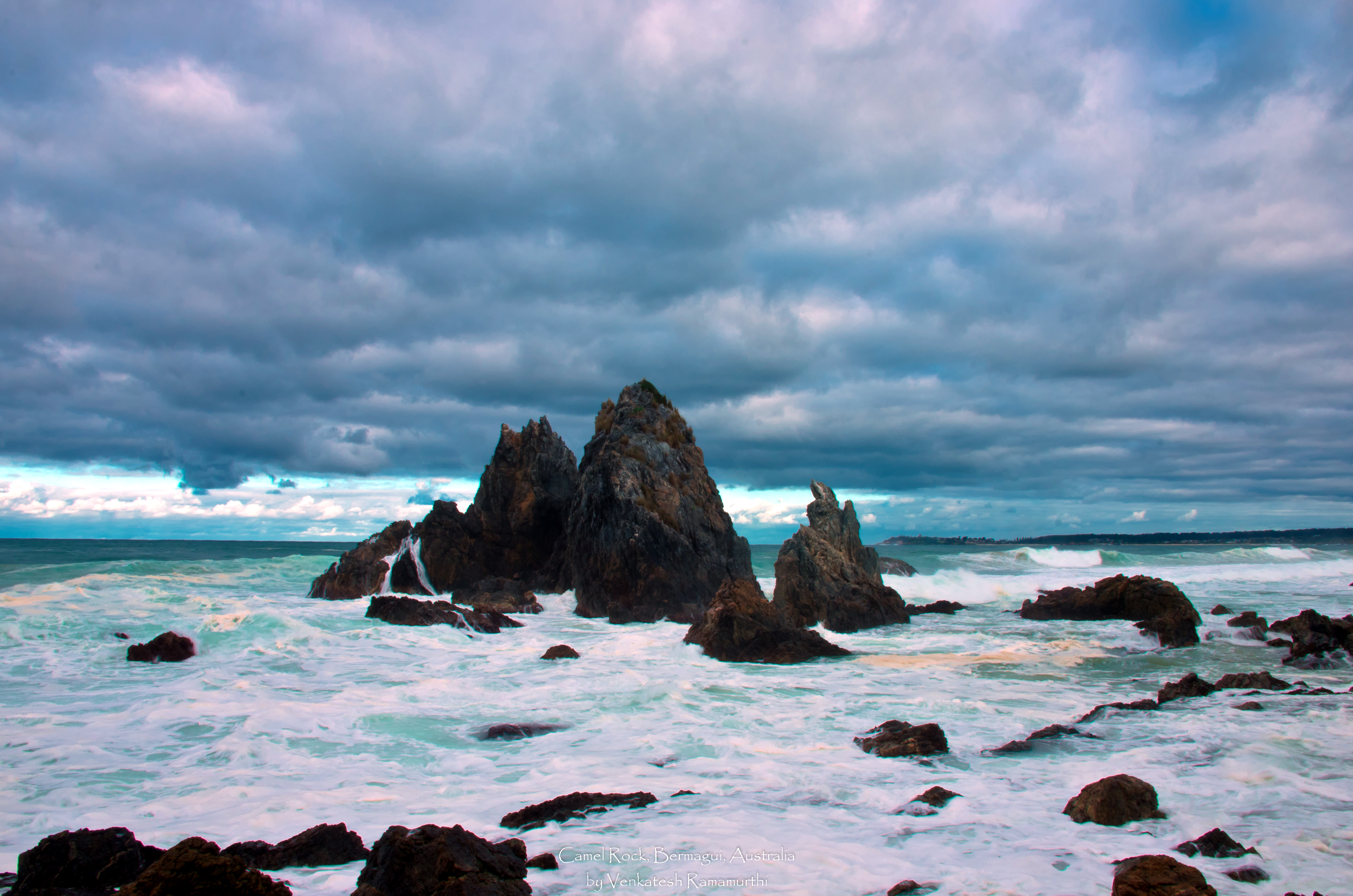
Camel Rock, en el Gulaga National Park al norte de Bermagui

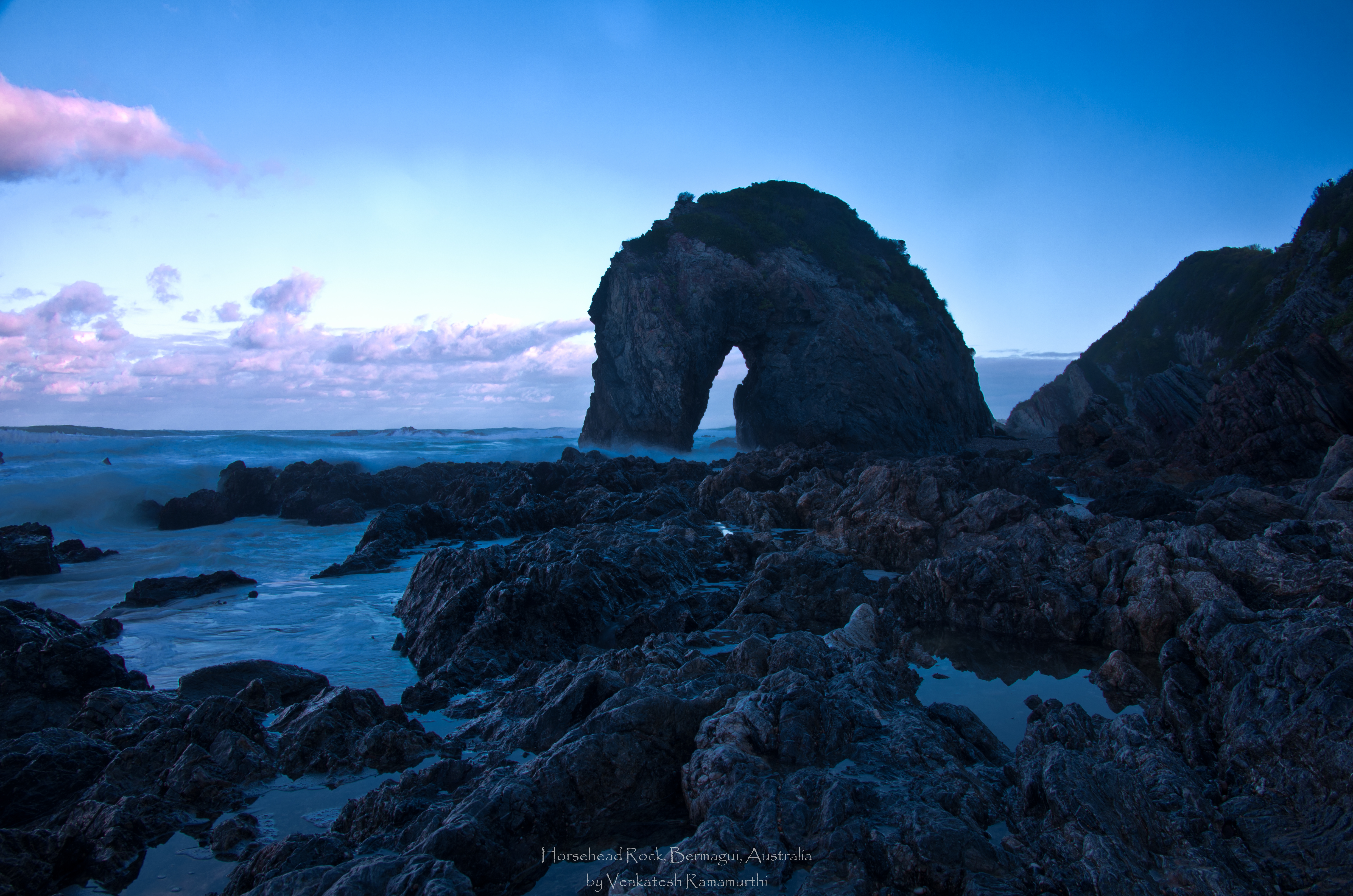
Horse Head Rock, en el Gulaga National Park.

Su costa se encuentra a 19,3 km de la plataforma continental, por lo que es rico en pesca.  Destaca la pesca de atúnidos como rabil, atún rojo, y bonito del norte.
El Parque Nacional de Gulaga se encuentra a 10 km al norte de Bermagui.

## Transporte
Existe un puerto pesquero en la localidad,  que conecta con Tathra (44 km al sur), Cobargo (20 km al oeste) y el carretera Princes (15 km al norte), cerca de Tilba.

## Instalaciones
Tiene escuela primaria  donde se estudian lenguas aborígenes, el Dhurga y Idiomas Djiringanj, y culturas asociadas desde 2019.
Bermagui tiene un correo local, Correos de Bermagui, operando dentro de la ciudad.

## En las artes
Zane Gris filmó parte de su película sobre tiburones Muerte Blanca (1936) y escribió la historia de Río Rangler (1936) mientras acampaba en Bermagui. 
Durante las décadas de 1940 y 1950, el escritor detective Arthur Upfield vivió en el pueblo y lo convirtió en escenario de una de sus novelas. 